# 文政街道
文政街道是中国黑龙江省哈尔滨市香坊区下辖的一个街道。文政小区为铁路王兆屯火车站站区铁路职工居住区。